# Elena Gnoli
Elena Gnoli (Roma, 18 dicembre 1834 – Roma, 15 novembre 1857) è stata una poetessa italiana.

## Biografia
Le fonti sulla sua breve vita sono avare. Elena Gnoli era figlia del conte ferrarese Tommaso (1797-1874), uomo di legge, letterato e poeta, e di Maria Dini (1807-1850), umbra, che era stata amica di Pietro Giordani. La famiglia, con sette figli (altri tre morirono in tenerissima età), abitava a Roma, a palazzo Malatesta all'Ara Coeli (oggi palazzo Pecci-Blunt). Dalle finestre si vedevano i Dioscuri, il Marco Aurelio e il torrino del Campidoglio. Oltre al padre, socio dell'Arcadia e dell'Accademia Tiberina, di cui per un periodo fu presidente, in casa Gnoli i poeti erano tre: Teresa (1833-1886), Elena e Domenico (1838-1915). Nel 1856 Vincenzina Tarugi, cugina dei ragazzi Gnoli, si fece monaca: nel giorno della vestizione le fu donato un libretto, con liriche di Tommaso, di Teresa, di Domenico e di Elena Gnoli. Il titolo era: Offerta di poesie per la vestizione religiosa di Vincenzina Tarugi. Tra i poeti di casa Gnoli, la giovanissima Elena era quella pronta per entrare nelle antologie, ma fu tradita dalla malattia che la portò alla tomba.

### Poetesse in casa Gnoli
Il padre riteneva che l'arte di comporre versi fosse un complemento dell'istruzione delle fanciulle. Affidò quindi Teresa ed Elena alla poetessa Rosa Taddei, che era nota a Roma per gli epitalami, per i sonetti in memoria e per versi celebrativi in occasione di solennità pubbliche e religiose. Ella istruì le due ragazze sull'uso del linguaggio poetico e sulla metrica, lasciandole tuttavia libere di esprimersi. Elena studiò letteratura (si chiamava Eloquenza), storia e filosofia. Teresa, Domenico ed Elena frequentavano le riunioni settimanali dell'Accademia Tiberina a Palazzo de' Sabini, in Via della Muratte e Teresa più volte presentò lì sue poesie; ma Elena, di natura timida e riservata, non voleva leggere in pubblico i suoi versi. Scriveva per bisogno dell'anima, non per esternare le sue liriche in adunanze, di fronte a sconosciuti. Elena entrò anche nell'Arcadia, col nome Euridice Partenide, nell'Accademia dei Quiriti, e in quella degli Erinici, ad Alatri.
Generosa e caritatevole, era in contatto con il Pio Istituto San Vincenzo de' Paoli e con la Congregazione delle Figlie di Maria.
Alla sua morte trovarono nei suoi cassetti poesie, indirizzate al padre, alla sorella Teresa, al fratello Domenico, alla memoria di sua madre, che nessuno aveva mai letto e anche prose inedite su vari argomenti. Domenico Gnoli nel 1913 pubblicò alcune poesie di Elena.

### Frascati e Albano
D'estate la famiglia Gnoli si recava in vacanza a Frascati, per fuggire l'afa torrida romana. Dopo quasi sessanta anni, Domenico ha ricordato Elena, durante uno di questi soggiorni estivi: una volta visitarono insieme le ville di Frascati; un'altra volta si spinsero fino alle Gallerie del Lago di Albano, che raggiunsero, Elena sopra un somarello e Domenico a piedi. Qui si fermarono, all'ombra di un boschetto, a riposare e a recitare e leggere versi. Nel 1857 la famiglia Gnoli passò la villeggiatura ad Albano. Elena tornò a Roma e sembrava in discrete condizioni di salute. La mattina del 15 novembre morì senza emettere un lamento. Fu sepolta nella chiesa di Santa Maria in Campitelli.

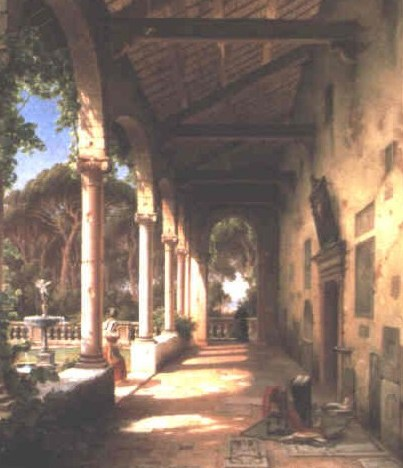
Julius Helfft, Villa a Frascati, 1848

### Versi
Presentimento della morte
Deh! Come cade innanzi tempo spento

Della mia breve giovinezza il fiore;

Sento la vita mia fuggir qual vento

E la speranza inaridita muore.

Sulle labbra divien muto il lamento,

Ché non comprende l'uom l'altrui dolore;

Onde l'ultimo dì che in cor pavento

Chiamo nei sogni d'un felice errore.

Già mi si stende innanzi agli occhi il velo

Che coprirà mie membra sulla bara

Quando fia il corpo in terra e l'alma in Cielo.

Veggio splender le faci innanzi all'ara,

E i fior non colti da terreno stelo

Ch'al mio vergine crin morte prepara.

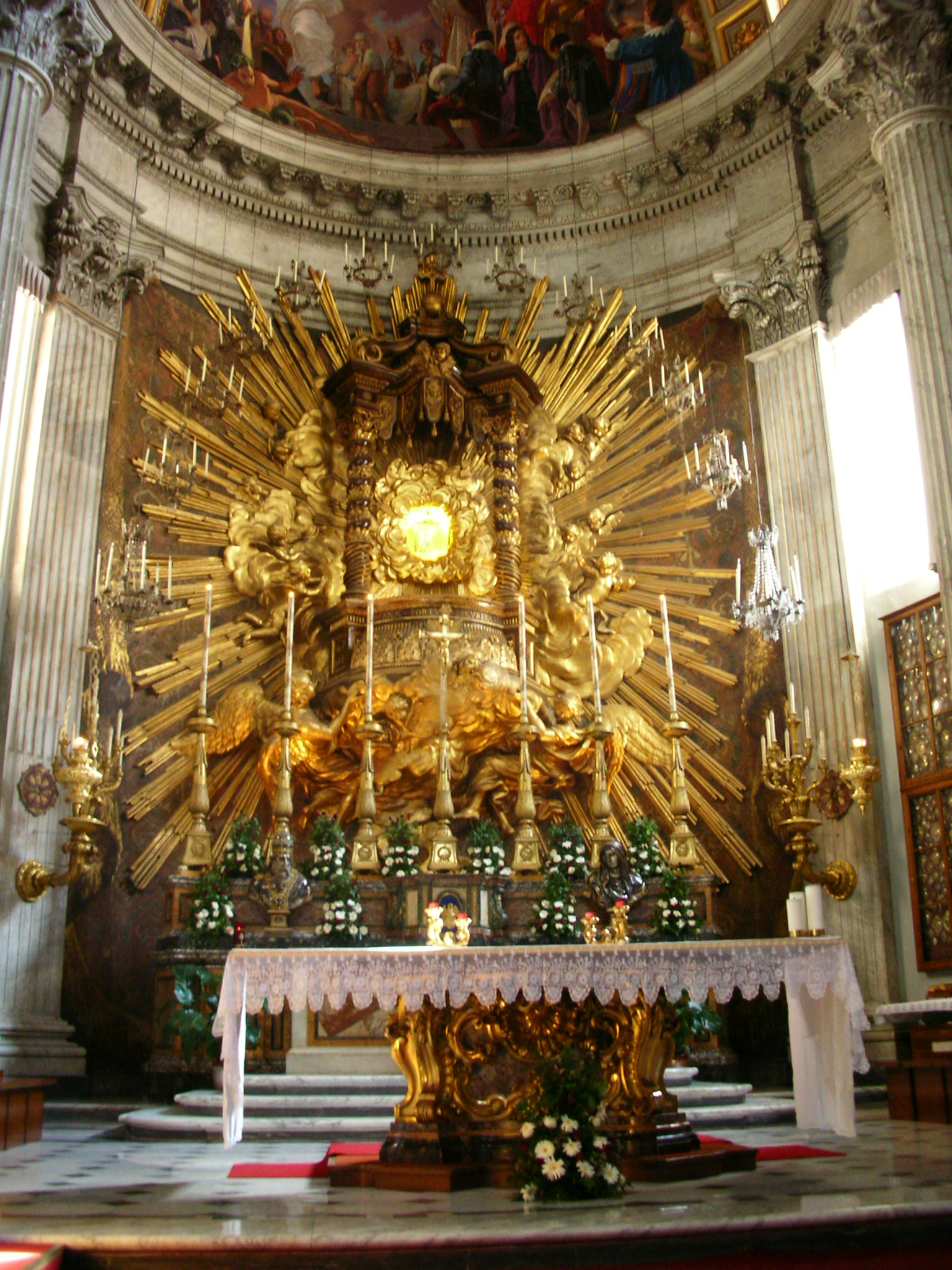
Santa Maria in Campitelli, altare

### Necrologi e poesie celebrative
Giovanni Battista Maccari dedicò un sonetto alla memoria di Elena Gnoli. Il Giornale Arcadico (novembre-dicembre 1857) riporta la relazione della attività dell'Accademia Tiberina per il 1857 e tra i necrologi dei soci corrispondenti elenca anche il nome di Elena Gnoli. Pietro Taggiasco, in un sonetto manoscritto inedito, la definisce giovinetta.
Il necrologio pubblicato su L'Album è accompagnato dal suo ritratto, di profilo: ha i capelli lunghi, spartiti in mezzo e raccolti in due bande laterali che terminato sulla nuca con un ricciolo. Tommaso Borgogno così la descrive: «Fu alta e ben formata nella persona, dilicata ed avvenente di aspetto, di carnagione bianchissima, di colorito dolcemente porporino, di nera chioma, di occhi cilestrini atteggiati a soave mestizia, di bocca alquanto sporgente, di naso breve e profilato, di sorriso a fior di labbra  ma sempre dolce ed ingenuo, di maniere infine leggiadra ad un tempo e dignitosa.»

### Manoscritti
- Elena Gnoli, In morte del frate minore osservante Francesco Frediani, 1828. Roma. Archivio delle Stato. Miscellanea famiglie, b. 88, f. 9.